# Ulagan
Ulagan (russisch Улага́н) ist ein Dorf (selo) in der Republik Altai (Russland) mit 3222 Einwohnern (Stand 14. Oktober 2010).

## Geographie

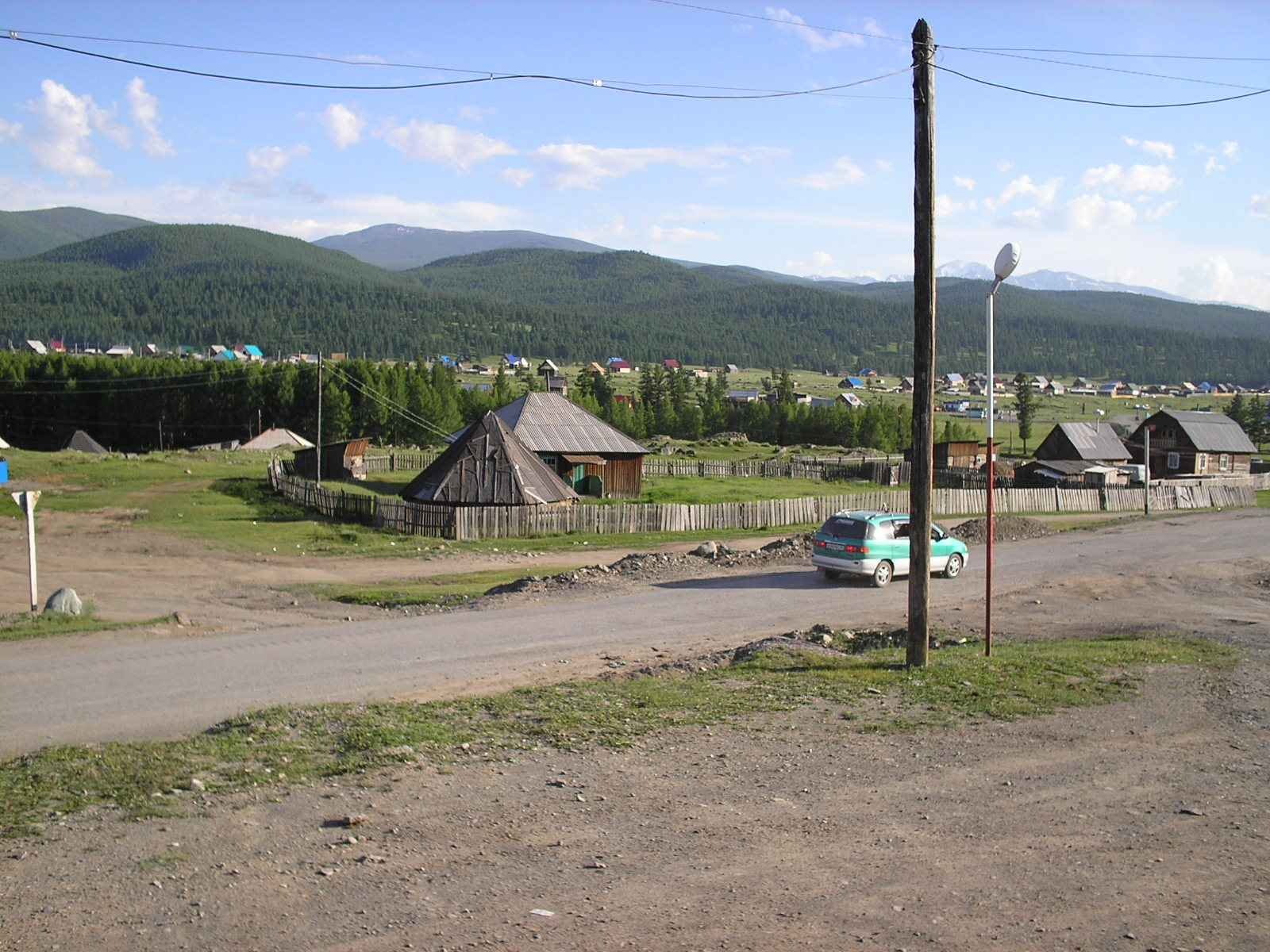
Blick auf Ulagan

Der Ort liegt etwa 200 km Luftlinie südöstlich der Republikhauptstadt Gorno-Altaisk im russischen Altai. Es befindet sich an der Mündung des Flüsschens Bolschoi Ulagan (Großer Ulagan) in den Baschkaus, an dessen rechtem Ufer.
Ulagan ist Verwaltungssitz des Rajons Ulaganski sowie Sitz und einzige Ortschaft der Landgemeinde Ulaganskoje selskoje posselenije.

## Geschichte
Das Dorf wurde 1765 gegründet und 1922, mit Gründung der Oirotischen Autonomen Oblast, aus der die heutige Republik Altai entstand, Verwaltungssitz des Ulaganski aimak. 1962/1963 wurde dieser, wie in den anderen Teilen der Sowjetunion üblich, in einen Rajon umgewandelt. Das Dorf trug in dieser Zeit den Namen Ust-Ulagan. 1968 wurde der Verwaltungssitz des Rajons in die wenige Jahre zuvor gegründete Siedlung städtischen Typs Aktasch (heute Dorf) verlegt, in den 1980er-Jahren wieder zurück. Seit den 1990er-Jahren ist die heutige Namensform (ohne Ust-) offiziell.

### Bevölkerungsentwicklung
| Jahr | Einwohner |
| ---- | --------- |
| 1939 | 1104      |
| 1959 | 1057      |
| 1989 | 2045      |
| 2002 | 2609      |
| 2010 | 3222      |

Anmerkung: Volkszählungsdaten

## Verkehr
Ulagan ist über eine gut 50 km lange, Ulaganski trakt genannte Straße mit dem Dorf Aktasch an der Fernstraße M52 verbunden, die von Nowosibirsk vorbei an Barnaul und Gorno-Altaisk zur mongolischen Grenze bei Taschanta führt. Der Ulaganski trakt überwindet etwa auf halber Strecke den 2080 m hohen Ulaganski-Pass. Von Ulagan führen Straßen nach Ostsüdosten das rechte Baschkaus-Ufer aufwärts bis zum 25 km entfernten Dorf Saratan sowie in nordnordöstlicher Richtung den Bolschoi Ulagan aufwärts bis ins 15 km entfernte Dorf Balyktujul und seit 1989 weiter in das Tal des Tschulyschman und bis zum Südende des Telezkoje-Sees.